# Attaleachernes thaleri
Genre
Espèce
Attaleachernes thaleri, unique représentant du genre Attaleachernes, est une espèce de pseudoscorpions de la famille des Chernetidae.

## Distribution
Cette espèce est endémique du Mato Grosso au Brésil. Elle se rencontre vers Poconé.

## Habitat
Ce pseudoscorpion se rencontre sur le palmier Attalea phalerata.

## Description
La carapace des mâles mesure de 0,74 à 0,85 mm et la carapace des femelles de 0,70 à 0,87 mm.

## Étymologie
Cette espèce est nommée en l'honneur de Konrad Thaler.

## Publication originale
- Mahnert, 2009 : Attaleachernes gen. nov., a new Chernetid genus from palm trees in the Brazilian Pantanal (Pseudoscorpiones: Chernetidae). Contributions to Natural History, vol. 12, no 2, p. 921-930 (texte intégral).